# Europeiska motorcykelorganisationen
Europeiska motorcykelorganisationen (UEM) är den europeiska delen av FIM, som är världsorganisationen för all motorcykelsport. 
UEM, som har sitt kansli i Rom i Italien, bildades 1995 men började fungera först 1996 då man valde Jean-Pierre Mougin som första president. Han följdes av Dieter Junge. Vid kongressen 2006 valdes Vincenzo Mazzi som president.
UEM har flera svenska delegater. Jakob Douglas var vicepresident under flera år.